# Lepidophyllum
Lepidophyllum es un género de fanerógamas en la familia de las asteráceas. Comprende 15 especies descritas y solo 2 aceptadas.

## Taxonomía
El género fue descrito por Alexandre Henri Gabriel de Cassini y publicado en Bull. Sci. Soc. Philom. Paris 1816: 199. 1816.

## Especies
A continuación se brinda un listado de las especies del género Lepidophyllum aceptadas hasta junio de 2011, ordenadas alfabéticamente. Para cada una se indica el nombre binomial seguido del autor, abreviado según las convenciones y usos.
- Lepidophyllum cupressiforme (Lam.) Cass.
- Lepidophyllum quadrangulare (Meyen) Benth. & Hook.f.